# Gregurovec (Sveti Petar Orehovec)
Gregurovec je naselje u Hrvatskoj u sastavu općine Svetog Petra Orehovca. Nalazi se u Koprivničko-križevačkoj županiji. 

## Zemljopis
Nalaze se između obala dviju rječica, Črnca i Kamešnice, a veći dio naselja bliže je istočnoj obali rječice Črnca. Zapadno je Kapela Ravenska, sjeverozapadno su Ferežani i Brežani, sjeverno je Miholec, sjeveroistočno je Dijankovec, istočno je Erdovec, južno su Kučari i Srednji Dubovec, jugozapadno su Beketinec i Gornji Dubovec.

## Stanovništvo
| broj stanovnika | 237   | 305   | 331   | 408   | 409   | 422   | 377   | 442   | 424   | 405   | 395   | 354   | 304   | 258   | 262   | 233   | 203   |
|                 | 1857. | 1869. | 1880. | 1890. | 1900. | 1910. | 1921. | 1931. | 1948. | 1953. | 1961. | 1971. | 1981. | 1991. | 2001. | 2011. | 2021. |